# NGC 1304
NGC 1304 = NGC 1307 ist eine Elliptische Galaxie vom Hubble-Typ E/S0 im Sternbild Eridanus am Südsternhimmel. Sie ist schätzungsweise 176 Millionen Lichtjahre von der Milchstraße entfernt und hat einen Durchmesser von etwa 70.000 Lichtjahren.

Im selben Himmelsareal befindet sich u. a. die Galaxie NGC 1314.
Das Objekt wurde am 5. Oktober 1785 von Wilhelm Herschel entdeckt.